# Editorial Impedimenta
Editorial Impedimenta es una editorial española con sede en Madrid fundada en 2007 por Enrique Redel. Su propuesta editorial está centrada en la difusión de literatura clásica y moderna. Su catálogo está integrado por Gran Narrativa perteneciente a la tradición occidental. Ha sido Premio Nacional a la Mejor Labor Editorial Cultural en 2008.

## Colecciones
- Impedimenta
- La Biblioteca del Pájaro Dodo
- El Panteón Portátil
- El Mapa del Tesoro
- El Chico Amarillo
- La Pequeña Impedimenta